# 아차산 봉수대 터
아차산 봉수대 터(峨嵯山 烽燧臺 址)는 서울특별시 중랑구 묵동에 있는 조선시대에 사용하던 봉수대가 있던 터이다. 1993년 11월 30일 서울특별시의 기념물 제15호로 지정되었다.

## 개요
재는 해발 160.1m의 봉화산(烽火山) 정상에 위치하며, 조선시대 전국 5개 봉수로 중 함경도 경흥(慶興)을 시발점으로 하여 강원도를 거쳐 경봉수(京烽燧)인 목멱산 봉수대(木覓山烽燧臺)로 연결되는 직봉(直烽) 122, 간봉(間烽) 58처가 있는 제1봉수로의 마지막 내지(內地) 봉수대였다.
봉수제도는 삼국시대 이전부터 시행되었던 것으로 추측되며 본격적인 국가제도로 확립된 것은 고려시대이고, 조선시대에 이르러 더욱 발전ㆍ정비되었다. 세종 때에는 특히 군사기능의 활성화를 위해 전국적인 봉수망을 정비하였다. 이 제도는 임진왜란 후 제구실을 하지 못하다가 고종 34년(1894)에 폐지되었다.
조선의 봉수는 그 시설상 전국의 모든 봉수가 집결하는 중앙 봉수인 서울 목멱산(남산)의 경봉수, 해륙․변경의 제l선에 위치하여 연대라고 호칭된 연변봉수(沿邊烽燧), 경봉수와 연변봉수를 연결하는 내지봉수(內地烽燧)로 구분되며, 이밖에 기간 선로상의 직봉[直線烽燧]과 그 보조선상의 간봉[間線烽燧]으로 구분하기도 한다.
봉수의 전달은 정세의 완급에 따라 달리했는데, 평상시에는 1거(炬), 왜적이 해상에 나타나거나 적이 국경에 나타나면 2거, 왜적이 해안에 가까이 오거나 적이 변경에 가까이 오면 3거, 우리 병선(兵船)과 접전하거나 국경을 침범하면 4거, 왜적이 상륙하거나 국경에 침범한 적과 접전하면 5거를 올리도록 하였다. 만약 적의 침입이 있을 때 안개․구름․비․바람 등으로 봉수에 의해 전달이 불가능할 때 봉수대는 포성(砲聲, 信砲․發火 등)과 각성(角聲, 角吹)으로 주위의 주민과 수비군인에게 급보를 알리고, 봉수군이 다음 봉수대까지 달려가서 알리기도 하였다.
아차산봉수대는 ≪신증동국여지승람≫․≪대동여지도≫․≪양주목읍지≫․≪대동지지≫ 등의 옛 문헌에 의하면, 아차산 주봉에서 북쪽으로 벗어난 능선의 서쪽 봉우리, 즉 현재의 ‘봉화산’에 있었던 것으로 나타나고 있으나, 조선시대의 명칭에 따라 ‘아차산봉수대’로 이름한 것이다.
이 봉수대는 다른 곳에 현존하는 봉수대의 형태와 ≪조선보물고적조사자료≫ 등의 기록을 참고하여 서울정도 600년 기념사업의 하나로 현 위치에 복원되었다.

## 참고 자료
- 아차산 봉수대 터 - 국가유산청 국가유산포털

 본 문서에는 서울특별시에서 지식공유 프로젝트를 통해 퍼블릭 도메인으로 공개한 저작물을 기초로 작성된 내용이 포함되어 있습니다.